# Cantonul Thonon-les-Bains-Ouest
Cantonul Thonon-les-Bains-Ouest este un canton din arondismentul Thonon-les-Bains, departamentul Haute-Savoie, regiunea Rhône-Alpes, Franța.

## Comune
- Allinges
- Anthy-sur-Léman
- Cervens
- Draillant
- Margencel
- Orcier
- Perrignier
- Sciez
- Thonon-les-Bains (parțial, reședință)